# نووپووالیخا
نووپووالیخا (به لاتین: Novopovalikha) یک منطقهٔ مسکونی در روسیه است که در سرزمین آلتای واقع شده‌است.